# Смедли-Эстон, Уильям
Уильям Смедли-Эстон (англ. William Smedley-Aston; 1868—1941) — английский фотограф в стиле прерафаэлитов, член движения «Искусства и ремёсла», «Бирмингемской группы художников» и «Братства связанных колец».

## Биография
Он сыграл важную роль в поощрении и финансировании через свою фирму British Biograph Co. первых движущихся фильмов или «Биографов», как они изначально назывались.
Женат был на Ирен Смедли-Эстон, которая фигурировала на многих фотографиях, картинах и рисунках движения «искусств и ремёсел», потому что пара дружила с другими членами Бирмингемской школы искусств и Бирмингемской группой, такими как Джозеф Саутхолл, Артур Гаскин и Максвелл Армфилд. Жена Армфилда Констанция, урождённая Смедли, была двоюродной сестрой Уильяма. Констанция была успешным писателем и, как и её муж, училась в Бирмингемской школе искусств.
У них было трое детей:
- Майкл Смедли-Эстон — кинорежиссёр и продюсер, начавший карьеру Шона Коннери и Питера Селлерса, среди прочих.
- Розмари Смедли-Эстон — историк-медиевист и жена Джона Милворда, одного из наследников Milwards Needles и Glencripesdale Estate.
- Иво Смедли-Эстон.

Семья была родственниками Джона Смедли, который построил замок Рибер и чья компания до сих пор существует как производитель роскошной одежды. Брат Уильяма, Дж. Герберт (Берт) Эстон, основал то, что стало (после его слияния в 1919 году под названием Tube Investments Limited) TI Group — крупнейшей в мире фирмой по производству труб. В свою очередь, его сын Джон Астон руководил компанией Reynolds Technology, которая входила в TI Group.